# Ейкън (окръг, Южна Каролина)
Окръг Ейкън (на английски: Aiken County) е окръг в щата Южна Каролина, Съединени американски щати. Площта му е 2797 km², а населението – 168 808 души (1 април 2020). Административен център е град Ейкън.